# A Hat in Time
A Hat in Time est un jeu vidéo d'action-aventure plates-formes en trois dimensions développé par le studio Gears for Breakfast et édité par Humble Bundle,,. Le jeu fut développé sur l'Unreal Engine 3 et financé par une campagne Kickstarter, dont l'objectif de base fut doublé durant les deux premiers jours.Il est inspiré des premiers jeux de plate-formes 3D comme Super Mario 64, Banjo-Kazooie, Spyro the Dragon et Psychonauts,,. Le jeu est auto-publié sur Microsoft Windows et macOS en Octobre 2017, et par Humble Bundle pour les consoles PlayStation 4 et Xbox One deux mois plus tard,. Une version pour la Nintendo Switch est publiée en Octobre 2019.

## Système de jeu
A Hat in Time est un jeu d'action-aventure plate-formes à monde ouvert et jouable à la troisième personne. Le jeu a été pensé pour être dans la lignée des premiers jeux de plate-formes de la Nintendo 64 comme Super Mario 64 et Banjo-Kazooie,. Le joueur voyage entre quatre niveaux ouverts (plus deux niveaux en plus en DLC) qui peuvent être exploré librement sans limite de temps. Le joueur peut collecter divers objets, résoudre des puzzles et utiliser un parapluie pour combattre les ennemis. L'objectif principal est de collecter les "Fragments Temporelles", 40 de chaque sont à trouver dans le jeu, ce qui débloque les niveaux au fur et à mesure qu'on en récupère. Après avoir été vaincus, les ennemis lâchent des "Pons", monnaie qui peut être utilisée pour débloquer des niveaux supplémentaires et acheter des badges qui augmentent les capacités de l’héroïne. Le joueur peut collecter des Pelotes dans chaque niveau, qui peuvent être utilisées pour créer de nouveaux chapeaux à porter. Chacune accorde à la Fille au Chapeau différents pouvoirs, comme courir plus vite ou jeter des potions explosives. D'autres objets à collecter inclus les "Reliques", qui peuvent être utilisé pour débloquer des niveaux bonus appelés "Faille Temporelle" et des "Jetons" qui sont à utiliser sur une machine à sous pour recevoir des cosmétiques comme des musiques remixées et des versions alternatives des chapeaux.

## Accueil

### Critiques
- Canard PC : 7/10[15]
- Jeuxvideo.com : 15/20[16]
- Metacritic : 79/100 (PC) [17] ; 79/100 (PlayStation 4)  [18] ; 74/100 (Xbox One)  [19]

### Ventes
En décembre 2018, le jeu s'est vendu à plus d'un million d'exemplaires.